# Oaxacagale
Oaxacagale is een geslacht van uitgestorven marterachtigen (familie Mustelidae) dat leefde tijdens het Eoceen in Noord-Amerika.

## Fossiele vondsten
Het enige fossiel van Oaxacagale is een bijna complete schedel uit de Yolomécatl-formatie in Oaxaca in Mexico. De ouderdom van de vondst wordt geschat op ongeveer 40,3 miljoen jaar, vallend in het laatste deel van de North American Land Mammal Age Uintan of het vroegste deel van het Duchesnean.

## Kenmerken
Oaxacagale was een kleine marterachtige met een schedel van vijf centimeter lang. De bouw van de schedel lijkt sterk op die van hedendaagse wezels en wijst er op dat Oaxacagale een jager op kleine prooidieren, waarschijnlijk knaagdieren, was en goed aangepast was op het jagen in ondergrondse tunnels.